# The Stranger at Coyote
The Stranger at Coyote est un film muet américain réalisé par Allan Dwan et sorti en 1912.

## Synopsis
Bill Buckley s'est vite accoutumé aux manières de la ville de Coyote. Il pousse Jim Williams, amoureux de Mabel Hoyer, à commettre des actes délictueux. Mais un étranger arrive en ville et tombe sous le charme de Jessie Williams, la sœur de Jim...

## Fiche technique
- Réalisation : Allan Dwan
- Scénario : Reginald McKinstry
- Date de sortie : États-Unis : 5 septembre 1912

## Distribution
- J. Warren Kerrigan : l'étranger
- Pauline Bush : Jessie Williams
- Marshall Neilan : Jim Williams
- Jack Richardson : Bill Buckley
- Jessalyn Van Trump : Mabel Hoyer
- Pete Morrison